# La Symphonie des brigands
Pour plus de détails, voir Fiche technique et Distribution.
La Symphonie des brigands (The Robber Symphony) est un film musical britannique réalisé par Friedrich Fehér, sorti en 1936.

## Synopsis
Un petit garçon terrorise avec l'aide d'une bande de bandits une petite ville du sud de l'Europe.

## Fiche technique
- Titre : La Symphonie des brigands
- Titre américain : The Robber Symphony
- Autre titre : Peppino
- Réalisation : Friedrich Fehér
- Scénario : Friedrich Fehér, Anton Kuhl, Jack Trendall
- Décors : Ernö Metzner
- Photo :  Eugen Schüfftan
- Pays d'origine :  Royaume-Uni
- Société de production : Concordia
- Musique : Alfred Tokayer
- Format : Noir et blanc - 1,37:1
- Genre : Film musical
- Durée : 136 minutes
- Dates de sortie :
  -  Royaume-Uni : avril 1936
  -  États-Unis : 26 janvier 1937
  -  France : 21 mai 1937
  -  Pays-Bas : 22 mars 1940

## Distribution
- Hans Fehér
- Françoise Rosay
- Magda Sonja
- George Graves
- Jim Gérald
- Henry Valbel
- Alexandre Rignault
- Michael Martin Harvey
- Webster Booth
- Jack Tracy
- Al Marshall
- Oscar Asche
- George André Martin
- Tela Tchaï
- Vinette
- Ivan Wilmot